# Floorball-Bundesliga 2010/11
Die Floorball-Bundesliga 2010/11 war die 17. Spielzeit um die deutsche Floorball-Meisterschaft auf dem Großfeld der Herren. Ihr offizieller Sponsorenname war 1. MaXxPrint Floorball Bundesliga Saison 2010/11. Der UHC Weißenfels ging als Titelverteidiger in die Saison, schied jedoch im Halbfinale der Play-offs gegen die MFBC Löwen Leipzig aus. Im Finale sicherten sich schließlich die Red Devils Wernigerode mit einem 7:5 und einem 5:4 gegen Leipzig den Titel des Deutschen Meisters 2011.
Die Saison begann am 18. September 2010.

## Teilnehmer
Teilnehmer:
- UHC Sparkasse Weißenfels
- MFBC Löwen Leipzig
- ETV Hamburg
- Red Devils Wernigerode
- SC DHfK Leipzig
- SGBA Tempelhof Berlin
- Floor Fighters Chemnitz (Aufsteiger)
- SSF Dragons Bonn (Aufsteiger)

## Modus
In der Hauptrunde spielt jedes Teams jeweils zweimal (Hin- und Rückspiel) gegen jedes andere. Die ersten fünf Teams erreichen die Meisterrunde. In jener spielt jedes Team einmal gegen jedes andere dieser Runde. Die letzten drei Mannschaften der Tabelle nach der Hauptrunde müssen in die Abstiegsrunde. Dort treffen sie jeweils zweimal auf die anderen Teams der Runde. Nur der Sieger dieser Runde hat den direkten Klassenerhalt geschafft, die beiden Letztplatzierten spielen in Relegationsspielen gegen die Sieger der zweiten Bundesliga (Staffel Ost und West). Die Teams auf den Plätzen eins bis fünf spielen jetzt in der Meisterrunde um die Playoffplätze (Platz 1–4) in nur einem Spiel gegen jedes andere Team. Die Teams auf den Plätzen fünf bis acht spielen in der Abstiegsrunde jeweils zweimal gegen die anderen Teilnehmer der Runde – die beiden Ligaletzten spielen dann in Relegationsspielen gegen die Sieger der Playoffs der 2. Bundesliga. In beide Runden werden die Punkte aus der Hauptrunde übernommen.

## Abschlusstabelle
| Pl. | Verein                       | Sp. | S  | U | N  | SDS | SDN | Tore    | Diff. | Pkt. |
| --- | ---------------------------- | --- | -- | - | -- | --- | --- | ------- | ----- | ---- |
| 01. | UHC Sparkasse Weißenfels (M) | 18  | 17 | 0 | 01 | 0   | 0   | 162:68  | +094  | 51   |
| 02. | Red Devils Wernigerode       | 18  | 11 | 0 | 05 | 02  | 0   | 119:86  | +033  | 37   |
| 03. | SGBA Tempelhof Berlin        | 18  | 10 | 0 | 06 | 0   | 02  | 112:90  | +022  | 32   |
| 04. | MFBC Löwen Leipzig           | 18  | 09 | 0 | 08 | 01  | 0   | 105:104 | +01   | 29   |
| 05. | ETV Hamburg                  | 18  | 07 | 0 | 08 | 01  | 02  | 87:101  | −014  | 25   |
| 06. | Floor Fighters Chemnitz (N)  | 18  | 06 | 0 | 10 | 01  | 01  | 79:115  | −036  | 21   |
| 07. | SSF Dragons Bonn (N)         | 18  | 03 | 0 | 12 | 01  | 02  | 72:116  | −044  | 13   |
| 08. | SC DHfK Leipzig              | 18  | 02 | 0 | 15 | 01  | 0   | 71:127  | −056  | 08   |

| Legende                                                         |
| --------------------------------------------------------------- |
| Teilnahme an der Meisterrunde; Qualifikation für das Halbfinale |
| Teilnahme an der Meisterrunde                                   |
| Teilnahme an der Abstiegsrunde                                  |
| Teilnahme an der Abstiegsrunde; Relegation                      |
| (M) Titelverteidiger                                            |
| (N) Aufsteiger                                                  |

## Play-offs

### Halbfinale

#### MFBC Löwen Leipzig – UHC Sparkasse Weißenfels
- 1. Spiel: MFBC Löwen Leipzig – UHC Sparkasse Weißenfels 7:5 (2:0, 3:2, 2:3) am 2. April 2011, 18:00 Uhr in Leipzig, Sporthalle Brüderstraße
Tore: 3 × Christian Fritsche, 2 × Christian Faber, 1 × Gunnar Pause, 1 × Peter Dietel / 3 × Thomas Händler, 1 × Sascha Herlt, 1 × Robert Brückner
- 2. Spiel: UHC Sparkasse Weißenfels – MFBC Löwen Leipzig 7:5
- 3. Spiel: UHC Sparkasse Weißenfels – MFBC Löwen Leipzig 6:8 n. P. am 10. April 2011 in Hohenmölsen

Damit MFBC Löwen Leipzig mit 2:1 Siegen im Finale um die deutsche Meisterschaft.

#### SGBA Tempelhof Berlin – Red Devils Wernigerode
- 1. Spiel: SGBA Tempelhof Berlin – Red Devils Wernigerode 5:7 (1:1, 2:2, 2:4) am 3. April 2011 in Berlin, Werner-Seelenbinder-Halle
Tore: 3 × Kai Inkinen, 1 × Viktor Sahlström, 1 × Jan Krachtovil / 4 × Juha-Pekka Kuittinen, 1 × Raiko Krüger, 1 × Jarno Savolainen, 1 Eigentor
- 2. Spiel: Red Devils Wernigerode – SGBA Tempelhof Berlin 7:6
- (3. Spiel: Red Devils Wernigerode – SGBA Tempelhof Berlin)

Damit Red Devils Wernigerode mit 2:0 Siegen im Finale um die deutsche Meisterschaft.

### Finale: MFBC Löwen Leipzig – Red Devils Wernigerode
- 1. Spiel: MFBC Löwen Leipzig – Red Devils Wernigerode 5:7 (1:2, 2:1, 2:4) am 16. April 2011, 17:30 Uhr in Grimma, Muldentalhalle
Tore: 2 × Peter Dietel, 1 v Aapo Kärki, 1 × Tim Hoidis, 1 × Christian Fritsche / 3 × Raiko Krüger, 2 × Juha-Pekka Kuittinen, 1 × Robert Müller, 1 × Jarno Savolainen
- 2. Spiel: Red Devils Wernigerode – MFBC Löwen Leipzig 5:4 (2:2, 1:1, 2:1) am 30. April 2011 in Ilsenburg, Harzlandhalle
Tore: 1 × Christoph Weidemann, 1 × Adam Karlsson, 1 × Ralf Lisiecki, 1 × Robert Müller, 1 × Jarno Savolainen / 1 × Danny Weißwange, 1 × Matthias Böthgen, 1 × Tim Hoidis, 1 × Christian Fritsche
- (3. Spiel: Red Devils Wernigerode – MFBC Löwen Leipzig am 1. Mai 2011)

Damit Red Devils Wernigerode mit 2:0 Siegen Deutscher Floorball-Meister 2011.

## Scorerwertung

### Hauptrunde
1. Christian Fritsche (MFBC Löwen Leipzig) – 18 Spiele / 47 Punkte (33 Tore + 14 Vorlagen)
2. Jarkko Kumpulainen (Floor Fighters Chemnitz) – 14 Spiele / 43 Punkte (36 Tore + 7 Vorlagen)
3. Thomas Händler (UHC Sparkasse Weißenfels) – 17 Spiele / 41 Punkte (31 Tore + 10 Vorlagen)
4. Mikko Reuna (UHC Sparkasse Weißenfels) – 14 Spiele / 36 Punkte (20 Tore + 16 Vorlagen)
5. Juha-Pekka Kuittinen (Red Devils Wernigerode) – 18 Spiele / 34 Punkte (22 Tore + 12 Vorlagen)
6. Peter Dietel (MFBC Löwen Leipzig) – 18 Spiele / 32 Punkte (22 Tore + 10 Vorlagen)
7. Marek Brincil (SG BA Tempelhof) – 16 Spiele / 29 Punkte (19 Tore + 10 Vorlagen)
8. Jan Kratochvil (SG BA Tempelhof) – 18 Spiele / 28 Punkte (19 Tore + 9 Vorlagen)
9. Robert Brückner (UHC Sparkasse Weißenfels) – 17 Spiele / 28 Punkte (18 Tore + 10 Vorlagen)
10. Sascha Herlt (UHC Sparkasse Weißenfels) – 18 Spiele / 28 Punkte (14 Tore + 14 Vorlagen)

### Playoffs
1. Christian Fritsche (MFBC Löwen Leipzig) – 5 Spiele / 13 Punkte (9 Tore + 4 Vorlagen)
2. Thomas Händler (UHC Sparkasse Weißenfels) – 4 Spiele / 10 Punkte (7 Tore + 3 Vorlagen)
3. Juha-Pekka Kuittinen (Red Devils Wernigerode) – 4 Spiele / 9 Punkte (9 Tore + 0 Vorlagen)
4. Tim Hoidis (MFBC Löwen Leipzig) – 5 Spiele / 9 Punkte (4 Tore + 5 Vorlagen)
5. Sascha Herlt (UHC Sparkasse Weißenfels) – 4 Spiele / 8 Punkte (5 Tore + 3 Vorlagen)
6. Viktor Gustavsson (UHC Sparkasse Weißenfels) – 4 Spiele / 8 Punkte (4 Tore + 4 Vorlagen)

## Relegation 1. Bundesliga/2. Bundesliga
Der SSF Bonn und der SC DHfK Leipzig nahmen an der Relegation teil.
- SSF Bonn – TV Lilienthal 4:9 und 9:5 – Lilienthal somit zum Aufstieg berechtigt.

- SC DHfK Leipzig – Unihockey Igels Dresden 8:5 und 2:8 – Dresden somit zum Aufstieg berechtigt.